# Port de Gwadar
Le port de Gwadar est un projet sino-pakistanais inauguré le 26 mars 2007 dans la ville de Gwadar situé dans la province pakistanaise du Balouchistan sur les bords de la mer d'Arabie.

## Historique
Gwadar n’a longtemps été qu’un village de pêcheurs n’appartenant ni au raj britannique, ni au Pakistan, mais au sultan d’Oman à partir de 1784 et jusqu'au milieu du XXe siècle. En 1954, à la faveur d’un rapport sur la ligne côtière du Pakistan réalisé par l’Institut d'études géologiques des États-Unis, le site est identifié comme idéal pour la construction d’un port en eau profonde. Avec l'intention d’y développer des infrastructures portuaires, les autorités pakistanaises achètent au sultanat d’Oman la péninsule d’environ 800 km2 en 1958, pour 3 millions de dollars.
Après être tombé en désuétude, les autorités pakistanaises préférant donner priorité au port Muhammad Bin Qasim et celui de Karachi, l’engouement pour l’exploitation de Gwadar est renouvelé en 1993, lorsqu’une nouvelle étude confirme le potentiel du site pour la mise en place d’un port en eau profonde.
En 2001, à l’issue de longues négociations, le président du Pakistan Pervez Musharraf et le Premier ministre chinois Zhu Rongji officialisent l'implication de Chine dans le projet. De conception, financement et exécution chinoise, le cahier des charges du port de Gwadar prévoit un modèle conforme aux normes chinoises de construction portuaire.
Après l'envoi par la Chine de 450 ingénieurs sur le site, la première pierre du port de Gwadar est posée le 22 mars 2002 en présence du vice-Premier ministre chinois Wu Bangguo. La première phase qui comprenait la construction de trois mouillages multifonctions est achevée en mars 2005. La Chine s'engage à financer la phase I de 248 millions de dollars à hauteur de 198 million de dollars grâce à un prêt de la Banque d'exportation et d'importation de Chine, le Pakistan prenant en charge les 50 millions restants. La phase II du projet comprend l’aménagement de neuf mouillages supplémentaires, un terminal pour les marchandises non emballées, un pour les céréales et deux pour le pétrole dont le coût est estimé à 600 millions de dollars entièrement financé par la Chine. Celle dernière prévoit enfin d'investir 200 millions de dollars dans la construction d’une autoroute reliant Gwadar à Karachi le long du littoral pakistanais. Le coût total du projet étant estimé à 1,16 milliard de dollars.
En 2007, le port de Gwadar est provisoirement exploité par l’Autorité portuaire de Singapour qui vend en 2013 ses parts à l’entreprise la China Overseas Port Holdings Company, alors que la même année, le nouveau Président chinois Xi Jiping annonce sa volonté de faire de Gwadar le projet phare du corridor économique Chine-Pakistan. Entre-temps, le port devient partiellement opérationnel en mars 2008 lorsqu’un premier cargo en provenance du Canada y transporte 52.000 tonnes de céréales.
Ce projet s'inscrit dans celui, plus vaste, des nouvelles routes de la soie, lancées en 2013 par Xi Jinping et associant 70 pays, consistant en la construction de nombreuses infrastructures de transport pour faciliter le commerce international autour de la Chine. 

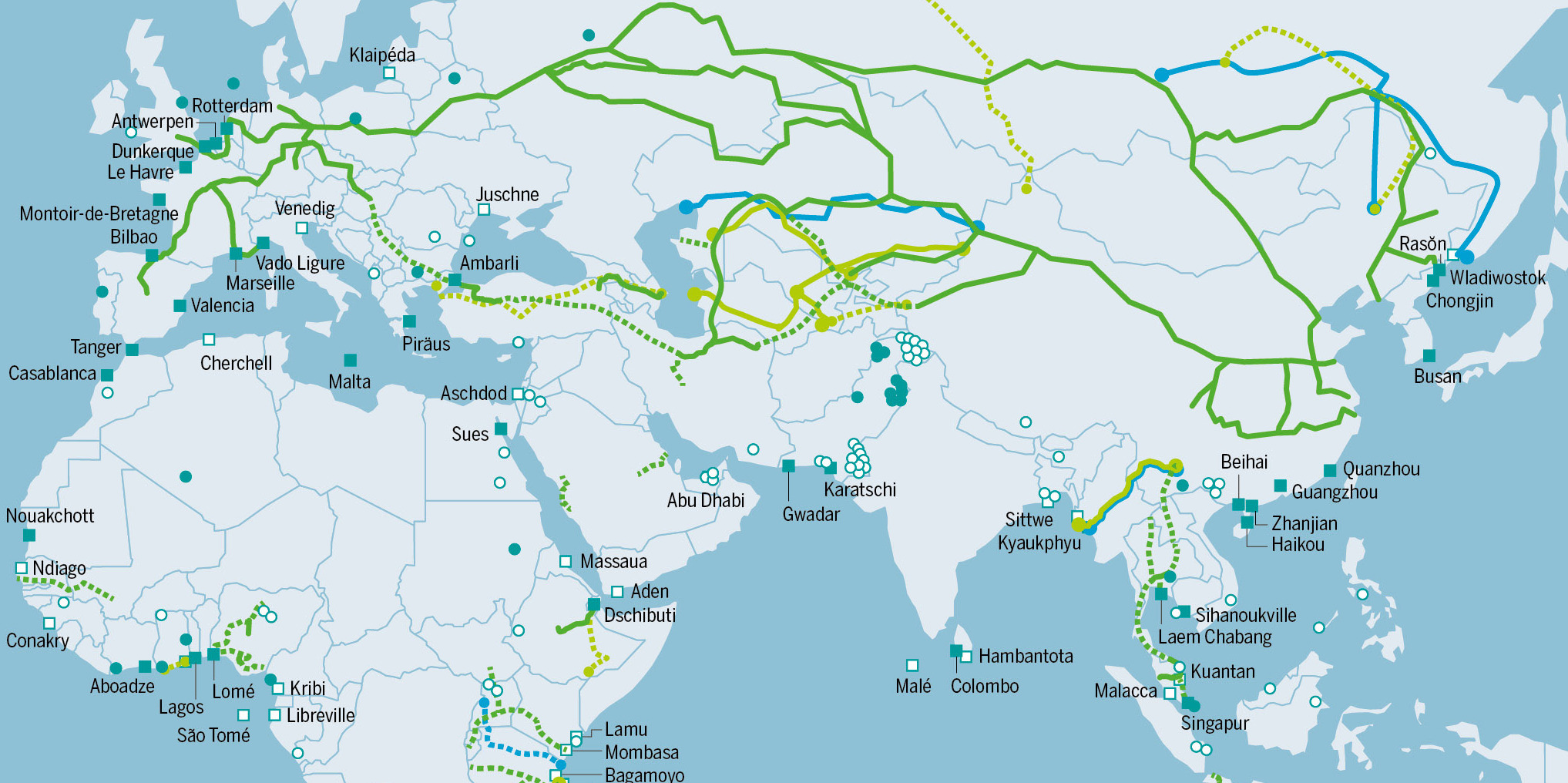
Carte des projets d'infrastructures inclus dans les nouvelles routes de la soie sur le continent eurasiatique

Le 20 avril 2015, le président de la République populaire de Chine Xi Jinping se rend à Islamabad, marquant la première d'un chef d'État chinois en neuf ans au Pakistan, dont il rencontre le Premier ministre Nawaz Sharif.
En novembre 2015, la Chine signe avec le Pakistan un accord lui permettant de développer une zone franche autour du port en eaux profondes de Gwadar dans le cadre des nouvelles routes de la soie.
Le 14 novembre 2016, la Chine et le Pakistan inaugurent une nouvelle route commerciale reliant le port de Gwadar à la ville chinoise de Kashgar située dans la région du Xinjiang

## Descriptif

### Situation géographique
Le port de Gwadar est situé dans la province pakistanaise du Balouchistan à 540 kilomètres à l'ouest du port de Karachi et 72 kilomètres à l’est de celui de Chahbahar, au Sistan-Baloutchistan iranien. Le port de Gwadar est le 3ème port en eau profonde du Pakistan après ceux de Karachi et de Qasim (également situé à Karachi).

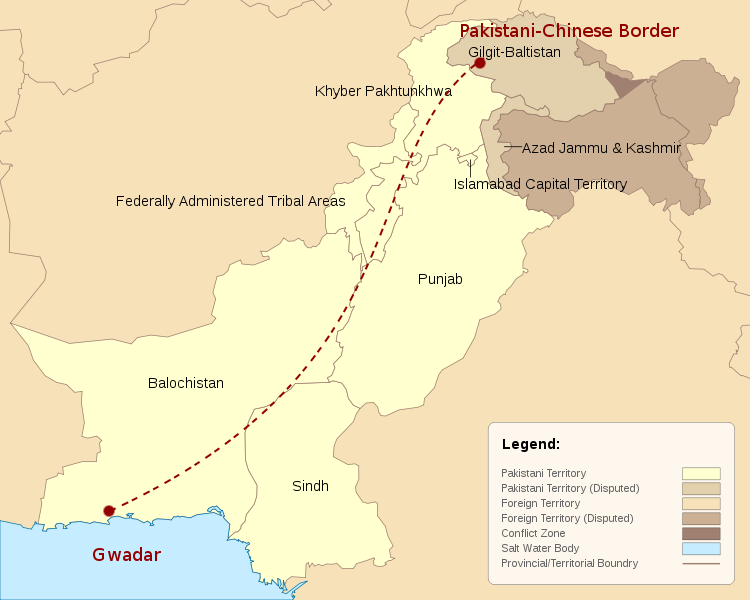
Emplacement de la ville de Gwadar au sud-ouest du Pakistan, et tracé du corridor économique Chine-Pakistan

La nécessité de construire un port complémentaire de celui de Karachi s'impose dans les années 1990 pour : 
- diversifier les infrastructures de transports du commerce extérieur.
- des raisons sécuritaires, liées à la proximité du port de Karachi avec la frontière de l'Inde (environ 200 kilomètres), grande ennemie du Pakistan.
- le manque de possibilité d’extension du port de Karachi, limitées par sa situation entre le centre d’une aire urbaine très dense (Karachi), et en lisère d’une forêt de mangrove de 820 km2.

Gwandar est également situé à 400 kilomètres du détroit d'Ormuz, importante route maritime commerciale et énergétique située entre la péninsule arabique et l'Iran.

### Aménagement
L'acquisition auprès de propriétaires privés des terres destinées à la construction de la zone franche a pris des années, pour un investissement total de 62 milliards de dollars. Si le port en chantier à Gwadar appartient à l’Autorité portuaire de Gwadar, une entité publique pakistanaise, il est géré par la société d’État chinoise China Overseas Port Holding Company (COPHC), dont le contrat court sur quarante ans portant sur une zone de 923 hectares.

Le plan de développement de Gwadar prévoit de raser la vieille ville et de déplacer ses 60 000 habitants à 10 kilomètres, afin de faire place nette pour des projets immobiliers et le passage de l’autoroute et du rail qui doivent desservir le port en eaux profondes.

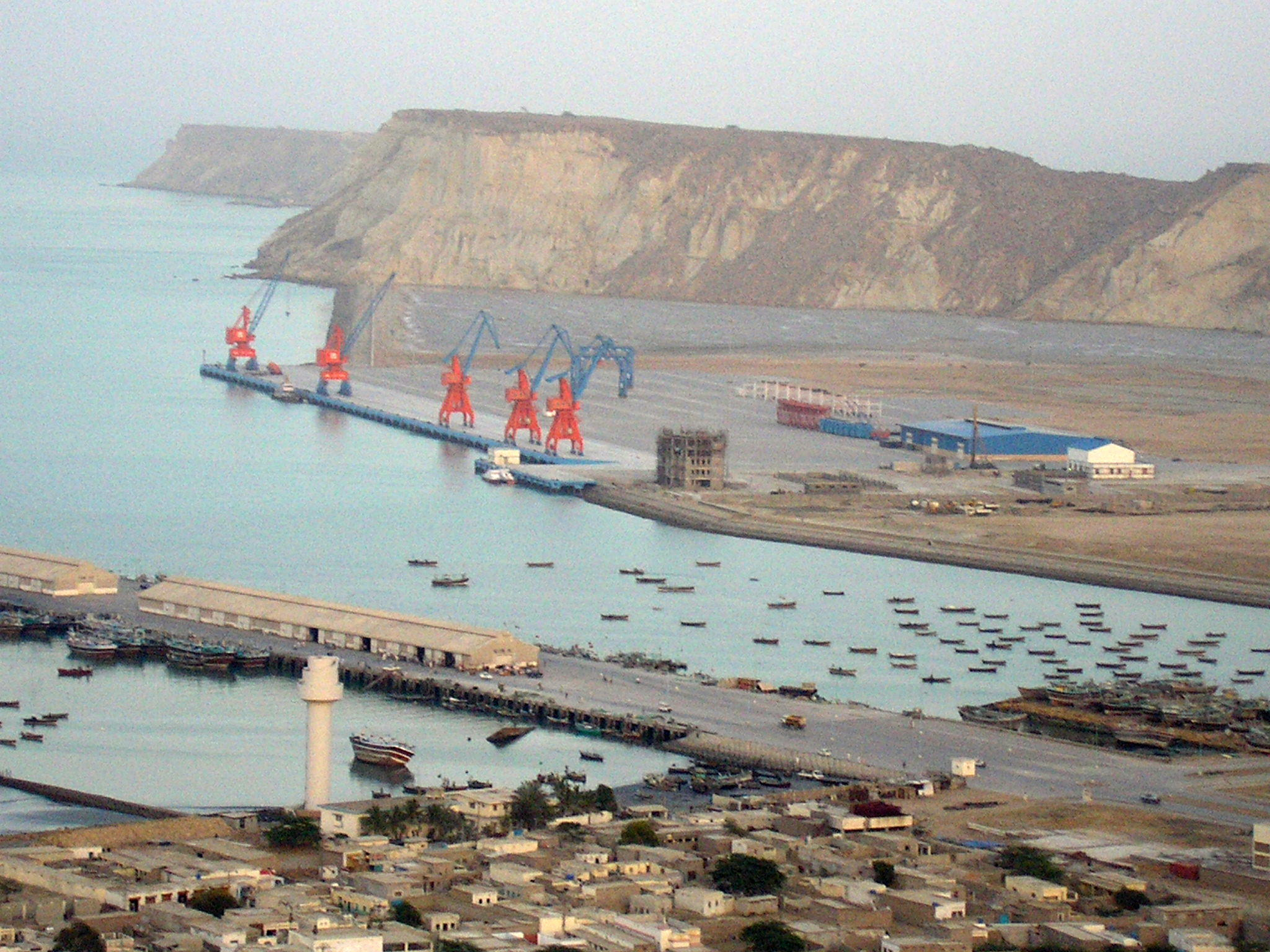
Le port de Gwadar.

La zone portuaire en elle-même couvre une superficie de 64.000 mètres carrés, pour un investissement total de 1,16 milliard de dollars. Selon l'Autorité portuaire de Gwadar, la répartition de l'utilisation de l'espace de la zone portuaire et les alentours est la suivante :
| Usage                                          | Superficie (en mètres carrés) |
| ---------------------------------------------- | ----------------------------- |
| Zone d'empilement des conteneurs               | 48.278 m²                     |
| Zone d'empilement des conteneurs vides         | 6.875 m²                      |
| Zone d'empilement des conteneurs réfrigérés    | 367 m²                        |
| Aire de stockage                               | 28.669 m²                     |
| Hangar de transit                              | 3.750 m²                      |
| Aire de stockage de marchandises dangereuses   | 1.800 m²                      |
| Tour de contrôle (superficie au sol)           | 1.536 m²                      |
| Bâtiment des générateurs                       | 593 m²                        |
| Ateliers de maintenance                        | 1.440 m²                      |
| Bureaux des autorités portuaire et des douanes | 144 m²                        |
| Parking pour camions                           | 1.125 m²                      |
| Garage pour l'entretien des véhicules          | 450 m²                        |
| Mosquée                                        | 324 m²                        |
| Bâtiment des équipes de sécurité               | 65 m²                         |

Le port a la capacité de faire accoster des vraquiers de 50.000 tonnes de port en lourd à une profondeur maximale de 12,5 mètres.
En septembre 2018, un mois après son accession au poste de Premier ministre du Pakistan, Imran Khan se rend à Djeddah en Arabie saoudite, où il obtient le financement d'une raffinerie de pétrole dans la zone portuaire de Gwadar. D'un coût de construction estimée à 8 milliards de dollars, celle-ci devrait pallier les difficultés d’approvisionnement énergétique du Pakistan.
La connectivité de la ville avec le reste du pays est en cours d’extension, via un raccordement au réseau autoroutier et la construction d’un aéroport. À terme, le port de Gwadar sera accessible par route aux exportations et aux importations chinoises grâce à la route du Karakorum qui relie le nord du Pakistan à la province chinoise du Xinjiang.

## Contexte et importance stratégique

### Contexte diplomatique
Le Pakistan et la Chine partagent une frontière de 523 kilomètres, qui s'étend de l'Himalaya au Karakoram. 

Localisation de la Chine (en orange) et du Pakistan (en vert), séparés par une frontière de 523 km

Le tracé actuel a été établi par l'accord sino-pakistanais de 1963 qui règle les litiges frontaliers entre les deux pays et jette les bases d'une forte coopération. Depuis lors, les deux États entretiennent des relations amicales, mais le commerce entre les deux pays ne commence véritablement à décoller au début du XXIe siècle, dépassant les 12 milliards de dollars en 2014. La construction du port doit permettre d'augmenter leurs échanges commerciaux et d'accélérer leur rapprochement diplomatique, dans un contexte où ces deux pays sont confrontés à d’importantes tension avec l'Inde, l'un au Cashemire , l'autre dans la vallée de Galwan.
Un autre élément de contexte à prendre en compte est le refroidissement des relations bilatérales entre les Pakistan et les États-Unis, autre pays rival de la Chine avec l'Inde, depuis l'élimination du terroriste islamiste Oussama ben Laden en mai 2011 par un raid américain dans le nord du Pakistan. dénoncé par Pervez Musharraf comme une « violation de la souveraineté » du Pakistan.
Ainsi, dans les années 2010, la Chine et le Pakistan ont des intérêts réciproques à intensifier leur coopération. Alors que la Chine cherche à construire des bases à l'étranger pour sécuriser les routes commerciales dont elle dépend, le Pakistan cherche à rééquilibrer ses relations internationales en se tournant vers une autre grande puissance que les États-Unis, alors que son économie est toujours très dépendante des investissements étrangers. Dans ce contexte, l'expert en relations internationales Andrew Small estime que : « Le Pakistan est probablement le seul pays où le niveau de confiance entre les deux armées est suffisamment élevé pour imaginer une base navale chinoise. ».
En 2017, le Pakistan intègre l'Organisation de coopération de Shanghai (fondée à l’initiative de la Chine en juin 2001), mais l'intégration simultanée de l'Inde, ennemie traditionnelle de la Chine et du Pakistan, discrédite du même coup cette organisation en tant qu'alliance internationale.

### Intérêt économique
Selon le chercheur associé à l’Institut français d’études sur l’Asie centrale (Ifeac) Didier Chaudet, la rentabilité économique à court terme n'est pas une priorité, ni pour le Pakistan, ni pour la Chine, puisqu'il est de toute façon rentable sur un plan géopolitique comme outil de rapprochement et collaboration entre ces deux pays. Mais la Chine et le Pakistan, malgré leurs affinités politiques fortes, ont deux cultures très différentes qui influencent leurs façons de faire des affaires.

#### Pour la Chine
Financé à 85 % par Pékin qui va y construire des infrastructures, 91 % des revenus du port seront reversés à des opérateurs exclusivement chinois, 9 % restants iront au gouvernement, tandis que a province pauvre du Baloutchistan, n'en profitera pas directement. Pour cette raison, certains observateurs accusent la Chine de participer à l'endettement massif d'économies asiatiques vulnérables (à l'instar du Sri Lanka) tout en les rendant dépendantes du capital chinois.
Le principal bénéfice économique pour la Chine est de raccourcir et sécuriser son approvisionnement énergétique, et ses exportations de biens manufacturés vers l'Afrique et le Moyen-Orient. Depuis la ville chinoise de Kashgar, dans la province du Xinjiang, les marchandises pourraient être acheminées par camion sur 2 500 kilomètres jusqu'à Gwadar, au lieu de rouler 3 500 kilomètres jusqu'à la province du Guangdong dans le sud de la Chine, et de contourner l'Inde par la mer. Les pays du Golfe, de leur côté, livreraient plus directement la Chine en pétrole et en gaz.
Toujours sur un volet énergétique, le fait que port de Gwadar soit intégré à un vaste plan d'investissements chinois incluant la construction de centrales électriques au Pakistan a aussi son importance pour la Chine, qui en profite pour délocaliser ses centrales à charbon en attendant de mener à terme ses projets de barrages hydroélectrique. Alors que la Chine s'est engagée à atteindre la « neutralité carbone » en 2060, délocaliser au Pakistan une partie de sa production électrique la plus carbonée (dont une partie de l'électricité produite serait ensuite importée en Chine) pourrait contribuer à cette transition.
Avec le port de Gwadar, le Chine souhaitent intégrer le Pakistan dans leur système économique en externalisant une partie de son industrie, faisant du Pakistan son « atelier ». En complétant le port de Gwadar par un réseau autoroutier et ferroviaire, la Chine pourrait accéder via le Pakistan et l’Afghanistan aux marchés d’Asie centrale afin d’en importer des ressources énergétiques et d’y exporter des produits manufacturés.

#### Pour le Pakistan
Le rapprochement sino-pakistanais autour du port de Gwadar s'inscrit dans un contexte où le Pakistan est en grandes difficultés économiques et a grand besoin de liquidités que lui apportent les investissements chinois. En outre, si les retours sur investissements financiers seront essentiellement reçus par des compagnies publiques chinoises, les chemins de fer et les routes construits sont essentiels au développement économique et commercial pakistanais.
Le port de Gwadar s'inscrit dans un ensemble de projets d’investissements chinois au Pakistan d'un total de 46 milliards de dollars, dont :  
- 35 milliards sont consacrés au secteur de l'énergie[20] incluant des projets électriques de centrales à charbon (à hauteur de 70 %), à gaz et solaire pour un potentiel de production de 16 400 mégawatts (l'équivalent de la capacité totale de production électrique du Pakistan en 2015).
- 11 millions de dollars sont consacrées à d'autres infrastructures, essentiellement de transport[4].

Avec ce « plan Marshall », la Chine promet en 2017, 700 000 emplois d'ici 2030, l'installation de centaines d'entreprises dans 37 « zones économiques spéciales », la rénovation du réseau routier et ferroviaire, ou encore le raccordement à la fibre optique. La Chine et le Pakistan coopèrent également sur la construction d'un pipeline entre Gwadar et la ville pakistanaise de Nawabshah afin de distribuer du gaz naturel liquéfié importé du Moyen-Orient dans le sud du Pakistan.
En avril 2015, le Premier ministre du Pakistan Nawaz Sharif rencontre des dirigeants de sociétés chinoises, dont celui de la Banque industrielle et commerciale de Chine, le géant énergétique Huaneng Power International, et la société Zonergy, impliquée dans un projet d'énergie solaire au Pakistan. En décembre 2016, 9 milliards de dollars supplémentaires sont injectés par la Chine dans le projet de Gwadar.
En novembre 2018, Imran Khan se rend à Pékin pour demander une aide économique à la Chine, où il rencontre Xi Jiping et son homologue, le Premier ministre chinois Li Keqiang. Les deux premiers ministres présentent le projet de Gwadar comme une chance pour le retour du Pakistan à une meilleure santé économique, et signent 16 accords de coopération.

### Intérêt géostratégique

#### Pour la Chine
Jusqu'alors, l'essentiel des importations énergétiques chinoises – premier importateur de pétrole au monde, dont 80 % vient du Moyen-Orient – doit emprunter une route maritime contournant l'Inde par le sud et passant par le détroit de Malacca situé entre la péninsule Malaise et l'île indonésienne de Sumatra.

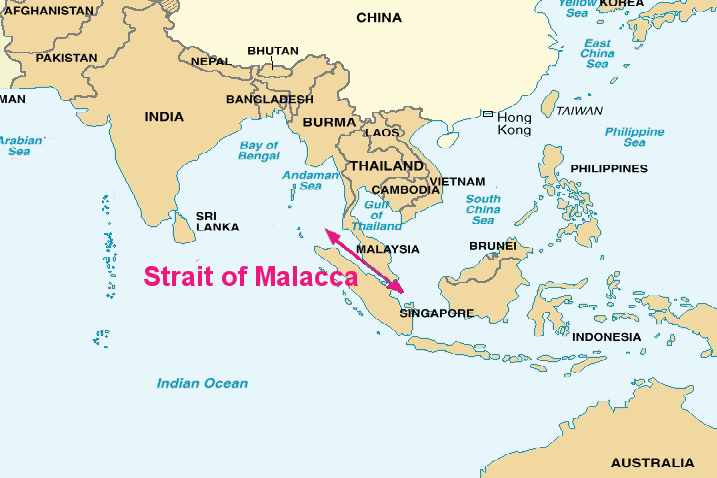
Situation du détroit de Malacca

Cette forte dépendance à une route commerciale très empruntée (parfois proche de la saturation), difficile à sécuriser en raison des tensions entre les pays riverains, et traversée par les navires de guerre américains, met l'économie chinoise dans une situation de vulnérabilité que l'ancien Président chinois Hu Jintao résumait sous l’expression « dilemme de Malacca ». Ainsi, Pékin redoute un blocus du détroit de Malacca par Washington dans le cadre du conflit à propos de Taiwan, ce qui entraînerait une rupture majeure de ses approvisionnements en pétrole. En transposant une grande partie de ces flux maritimes de marchandises sur la voie terrestre, le port de Gwadar constitue une solution intéressante au dilemme de Malacca.
Une fois opérationnel, celui-ci pourrait permettre de réduire de plusieurs milliers de kilomètres le trajet pour transporter le pétrole du Moyen-Orient vers l'ouest de la Chine en contournant l'Inde rivale grâce à une « autoroute énergétique », terrestre cette fois, reliant Gwadar au Xinjang. A noter en outre la proximité de Gwadar avec le détroit d'Ormuz, entre la péninsule arabique et l'Iran, autre principale « autoroute énergétique » (maritime) par où transite passer près de 20% du pétrole mondial (ou 35% du pétrole transporté par voie maritime). Alors que seuls 400 kilomètres séparent Gwadar de l'entrée de ce détroit, la construction de ce port en eaux profondes permettrait de transférer rapidement le pétrole sur la terre ferme, sur un itinéraire plus court et plus facile à sécuriser.

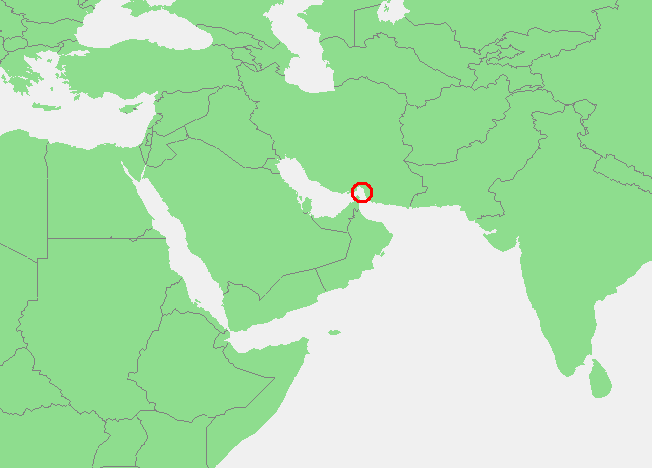
Emplacement du Détroit d'Ormuz entre la péninsule arabique et l'Iran

Le plan chinois à Gwadar pourrait inclure une base navale militaire chinoise, ce qui répond à la stratégie dite du « collier de perles » qui vise à louer ou acheter une série de ports dans la région afin d'encercler l'Inde rivale. Pour la même raison, la Chine a également signé des accords avec la Sri Lanka (où elle détient 85% de la compagnie Colombo international Container Terminals), le Bangladesh et la Birmanie pour y bâtir des infrastructures portuaires. Il ne s'agit donc pas seulement pour la Chine de faciliter l'importation de minéraux et l'exportation de biens manufacturés, mais aussi d'avancer ses pions sur le plan militaire. Conscient de cet enjeu, le Ministre indien de la Défense, Arackaparambil Kurian Antony, se déclare en 2013 « préoccupé » par la décision du Pakistan de transférer la gestion de Gwadar à la Chine, tandis que l'inde intensifie en réaction sa coopération avec l'Iran autour du port iranien de Chabahar. Toutefois, l'expert pakistanais Hamayoun Khan nuance l'importance militaire du port de Gwadar pour la Chine, estimant que le gouvernement pakistanais donne déjà accès à la marine chinoise aux ports de Karachi et de Qasim, ce pour quoi Pékin n'a pas besoin, à des fins militaires, de construire un autre port au Pakistan.

#### Pour le Pakistan
Ce projet de port fait de la ville de Gwadar un point stratégique à divers degrés :
- celui-ci double le port de Karachi, ce qui permet de donner une deuxième base à la marine pakistanaise et donc d’éviter le blocage de celle-ci dans un seul port comme durant la troisième guerre indo-pakistanaise en décembre 1971;
- de la même façon, le port commercial double celui de Karachi, offrant un deuxième accès au commerce international pour le Pakistan ;
- il permet au Pakistan de se rapprocher du détroit d’Ormuz et de concurrencer le port iranien de Chabahar.

Mais outre une meilleure intégration du Pakistan dans le commerce mondial, le port de Gwadar sert surtout un objectif politique intérieur : renforcer la mainmise du gouvernement pakistanais sur la province du Baloutchistan, en proie à de multiples insurrections séparatiste depuis l’indépendance du Pakistan en 1947.
En outre, en tant que preuve de rapprochement et collaboration avec la Chine, le port de Gwadar permet au Pakistan de s'appuyer sur une grande puissance économique et militaire voisine pour se préparer à un futur choc militaire avec l'Inde, considéré comme de plus en plus inévitable en raison de la rhétorique ultra-nationaliste du gouvernement de Narendra Modi.

## Obstacles au développement du projet

### Impopularité du projet

#### Contestations au Balouchistan
Présenté comme une initiative dont pourraient bénéficier les populations locales via le développement d’infrastructures et la création d’emplois, le projet fait au contraire l’objet de vives critiques au Balouchistan, secoué par une rébellion séparatiste, province riche en ressources naturelles. 

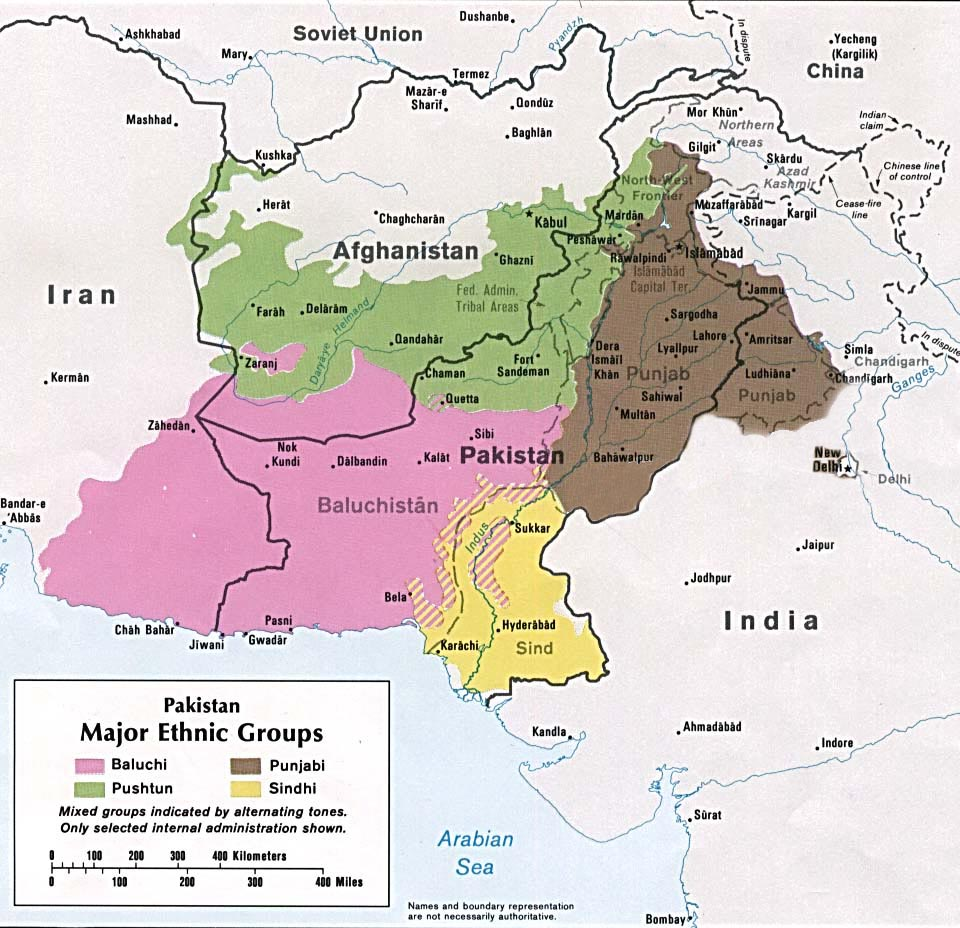
Région du Baloutchistan (en rose), partagée entre l’Iran (Sistan-et-Baloutchistan), l’Afghanistan, et le Pakistan (province du Baloutchistan) où s'en trouve la majeure partie.

Le gaz extrait de cette province correspond à 40 % de la production nationale et les ressources minières balouches, 20 % des ressources nationales, composées de charbon, or, cuivre, argent, platine, aluminium et uranium. Mais malgré son potentiel économique, 70 % de la population du Balouchistan vit sous le seuil de pauvreté, tandis que la ville de Gwadar est l'une des plus pauvres du pays. Exemple illustrant la répartition des inéquitable des ressources de cette province, le champ gazier de Sui qui s'y trouve permet de subvenir à 50 % des besoins énergétiques industriels du Pakistan, alors que certains les villageois locaux utilisent encore la bouse séchée comme combustible.
Dans ce contexte, l'intervention de la Chine est très mal perçue par les populations locales en aggravant leur sentiment de spoliation et de soumission à une « puissance impérialiste » extérieure. Certains nationalistes baloutches accusent les Chinois de s'être alliés aux Pakistanais afin de piller leurs ressources sans en partager les retombées économiques ni chercher à créer des emplois pour la population locale. Selon les contestataires, la majorité des emplois créés par les investissements chinois seraient occupés par des travailleurs venant des provinces du Pendjab et du Sindh, sans compter l'envoi d'ouvriers et ingénieurs par la Chine. Les populations locales balouches craignent également l’augmentation drastique du prix de l’immobilier qu’entraîne ce projet.

Enfin, les pêcheurs de Gwadar, qui représentent 80 % des 185 000 habitants du district luttent contre l'expropriation, leur zone de pêche étant protégée par une péninsule en forme de « T », qui leur permet de sortir en mer toute l'année sans craindre la houle. Les pêcheurs baloutches sont par ailleurs concurrencés par les chalutiers chinois en haute mer.

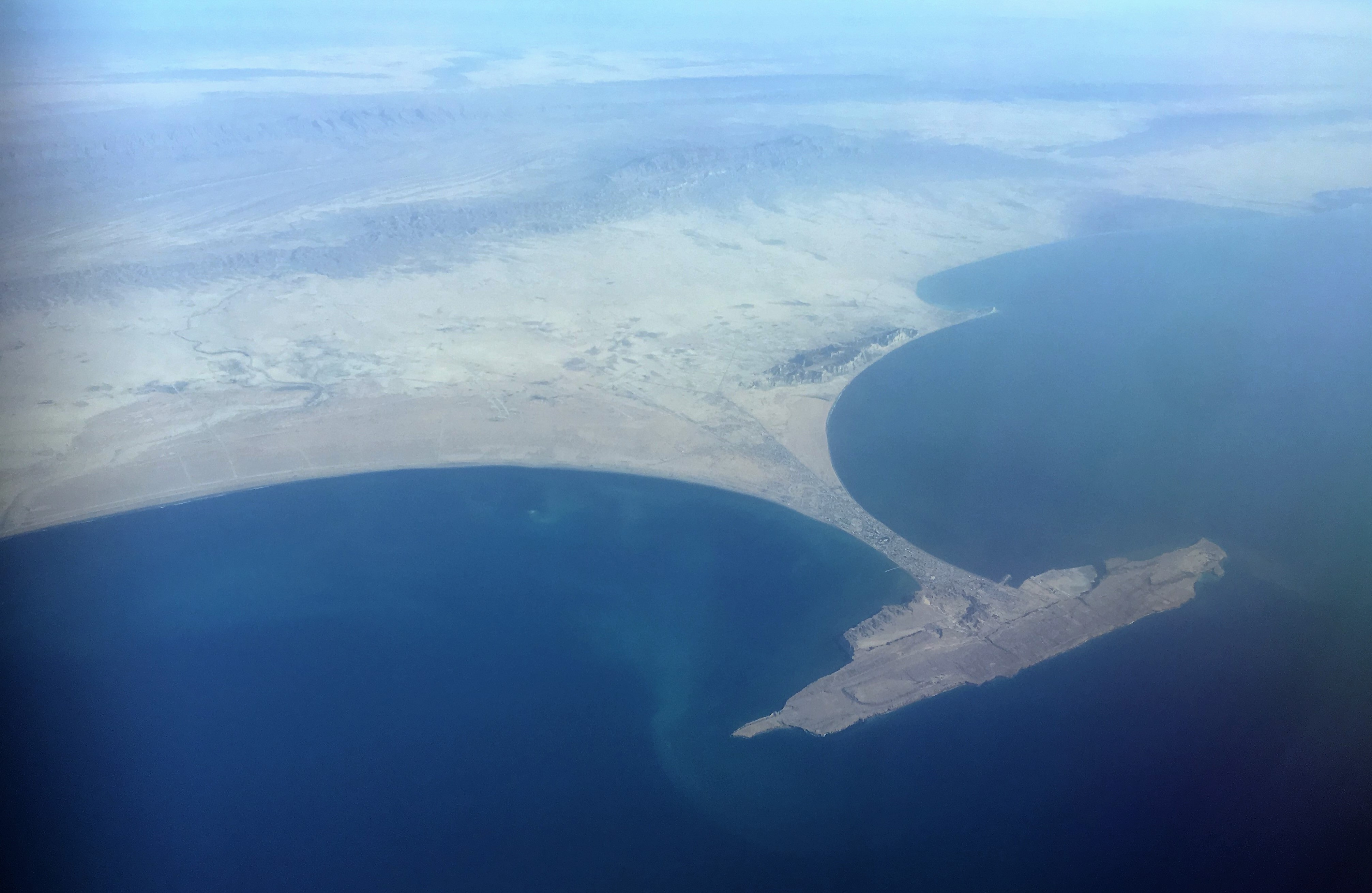
Péninsule de Gwadar

Ainsi le port de Gwadar est l’épicentre d’une double contestation, ciblant gouvernement fédéral pakistanais et la Chine. De nombreux observateurs ont ainsi mis en lumière une radicalisation de l'hostilité anti-chinoise au Pakistan, qui contraint la Chine à déployer d'importants moyens pour assurer la sécurité de ses ressortissants. Alors que le port de Gwadar doit être complété par l’installation d’une garnison militaire, le Pakistan mobilise une force de sécurité spéciale de 10 000 à 25 000 hommes pour le protéger, mais ces déploiements ne font qu'aggraver le ressentiment et le sentiment d'oppression des populations locales. Face aux enjeux économiques, mais aussi à l’urgence des approvisionnements énergétiques, on peut craindre que les pouvoirs centraux ne se focalisent que sur des mesures sécuritaires, au détriment de solutions politiques.

#### Contestations dans le reste du Pakistan

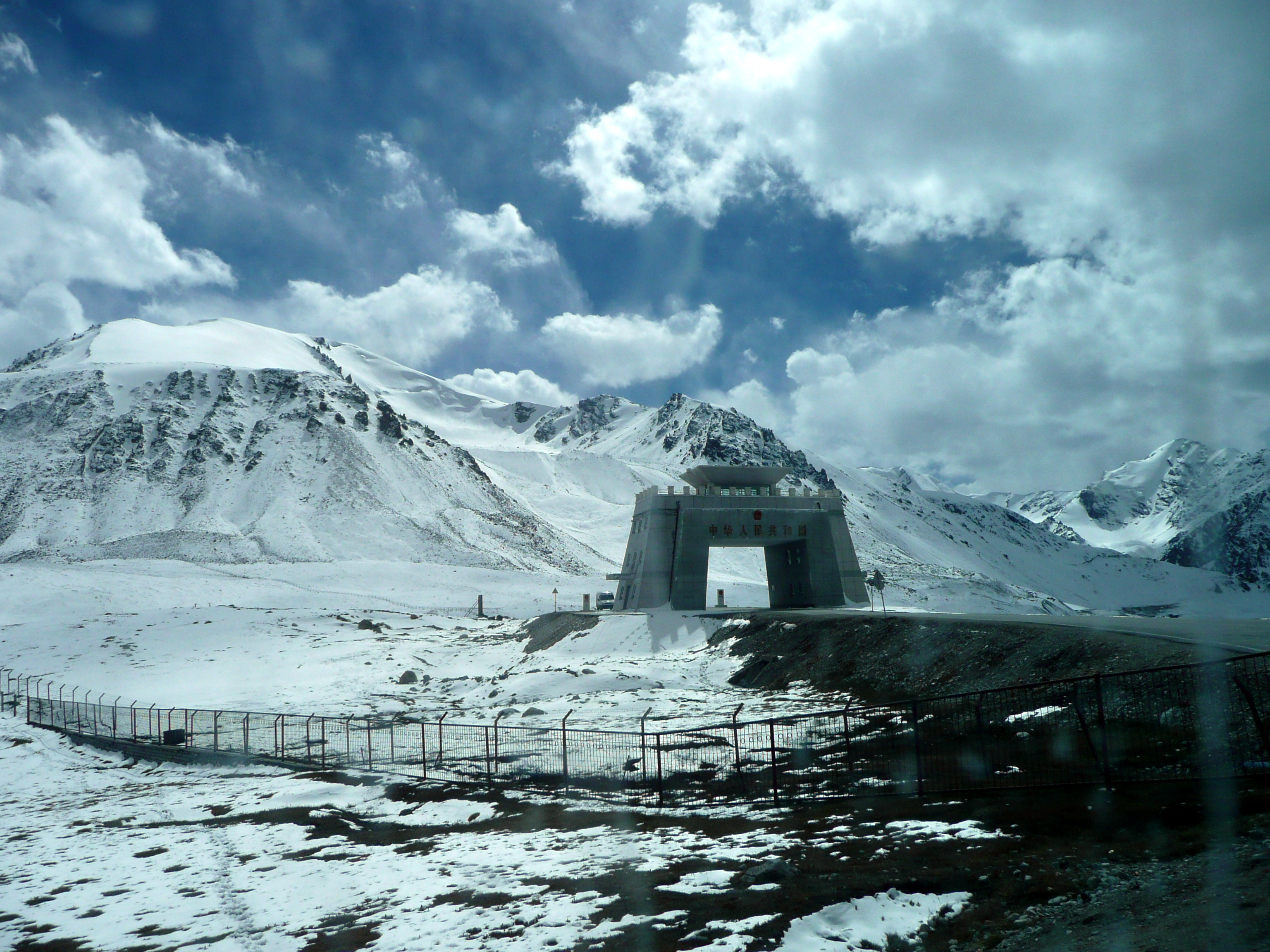
Passage de la frontière sino-pakistanaise du col du Khunjerab.

Le Baloutchistan n'est pas la seule province pakistanaise où le projet de Gwadar est sujet à contestation d'une partie de la population. Une partie de la population himalayenne de la province pakistanaise de Gilgit-Baltistan s'oppose à la construction de routes, chemins de fer et pipelines qui relieront Gwadar à la Chine en traversant le col du Khunjerab, important réservoir de biodiversité, ce qu'ils considèrent comme une catastrophe environnementale. À noter enfin qu'une partie de la route commerciale passe par une partie du Cachemire disputée entre la Chine et l'Inde.

#### Contestations au Xinjiang

Localisation du Xinjiang, province chinoise frontalière du Pakistan.

Si le port de Gwadar et le corridor économique Chine-Pakistan servent un objectif politique intérieur au Pakistan en permettant au gouvernement d'augmenter sa mainmise sur la province du Balouchistan, c'est aussi le cas côté chinois, alors que la Chine est aussi confrontée à une insurrection séparatiste de sa minorité musulmane dans la province du Xinjiang, située à l'autre extrémité de ce corridor économique.
Comme les Balouches, les Ouïghours en révolte contre la sinisation de leur région sont bien conscients que les accords économiques entre la Chine et le Pakistan (où beaucoup ont trouvé refuge) se font à leur détriment.

### Obstacles sécuritaires
Les difficultés sécuritaires liées au projet portuaire de Gwadar sont assez largement conséquences de l'impopularité du projet au Balouchistan, mais aussi du terrorisme islamiste, plusieurs attentats contre des ouvriers et ingénieurs du chantier ayant été revendiqué par les talibans pakistanais et l'organisation État islamique. À noter toutefois qu'il n'y a aucune convergence entre ces différents groupes insurgés, les rebelles balouches était d'inspiration marxiste et fondamentalement opposés aux islamistes radicaux.
Les rebelles balouches, qui s'opposent au port de Gwadar tant que leur province ne sera pas indépendante, ont déjà fait exploser des gazoducs, des trains, voire abattu des travailleurs, ingénieurs et ouvriers, pakistanais comme chinois.
Parmi les principales attaques armées, les principales sont : 
- En 2004, un attentat aux explosifs provoque la mort de trois ingénieurs chinois[28]. Pendant trois mois, embuscades, attentats et explosions criminelles se succèdent autour de Gwadar, ou dans les champs pétrolifères et gaziers de Sui[28].
- En avril 2015, le Front de libération du Baloutchistan revendique une attaque fatale à 20 personnes, des ouvriers de provinces du Sind et du Penjab, tandis que quelques semaines plus tard, lors de la visite de Xi Jinping, ces derniers tirent des roquettes sur l'aéroport de Pasni près de Gwadar[29].
- En mai 2017, deux travailleurs chinois sont enlevés et tués au Balouchistan par l'organisation État islamique[30].
- En novembre 2018, une attaque revendiquée par un groupe séparatiste baloutche vise le consulat de Chine à Karachi et fait quatre morts, deux policiers et deux civils[31]. Un porte-parole du ministère chinois des Affaires étrangères, condamne l’attaque et demande au gouvernement pakistanais de prendre des mesures concrètes pour « assurer la sécurité des citoyens et des institutions chinoises au Pakistan ».
- Le 18 avril 2019, une attaque perpétrée contre des bus faisant la navette entre Karachi et la ville côtière d’Ormara dans la province du Baloutchistan fait quatorze morts[11].
- En mai 2019, une attaque de l'Armée de libération du Baloutchistan vise un hôtel de luxe à Gwadar, fait un mort, un gardien de l'établissement qui réussit à empêcher les assaillants d'entrer[32]. Imran Khan dénonce une attaque qui vise à « saboter les projets économiques et la prospérité », tandis que l'ambassade de Chine au Pakistan condamne également l'attaque et salue l'action « héroïque » des forces de sécurité pakistanaises[32].
- En avril 2021 l’ambassadeur de Chine est visé par un attentat à la bombe lors de son passage à Quetta, faisant au moins quatre morts et des dizaines de blessés (dont l'ambassadeur ne fait pas partie)[33].
- En juillet 2021, une attaque menée sur un bus transportant du personnel attaché au développement d’un barrage dans le Khyber Pakhtunkhwa entraîne la mort de 9 ouvriers chinois, soit l’attaque terroriste la plus meurtrière à l’encontre de ressortissants chinois à l’étranger[1].
- En avril 2022, un attentat-suicide revendiqué par l'Armée de libération du Balouchistan fait quatre morts, dont trois Chinois, à Karachi[34].

Une des conséquences de la multiplication de ces attaques est une détérioration des relations bilatérales sino-pakistanaise. À la suite de l’attentat de juillet, la dixième réunion du Comité mixte de coopération sur le corridor économique Chine-Pakistan est reportée, signe d'une réévaluation de la part des autorités chinoises. Imran Khan de son côté, joue l'apaisement, en déclarent en mai 2017 que « de tels incidents ne pourront jamais saper la relation Pak-Chine, qui est plus puissante que l’Himalaya et plus profonde que la mer d’Arabie ».
Au delà même de la province du Balouchistan, les problèmes de sécurité au Pakistan rendent l'ensemble de la route terrestre entre Gwadar et la Chine vulnérable au terrorisme. Selon Andrew Small, expert des relations pakistano-chinoises à l'institut German Marshall Fund of the United States, « La Chine n'est certainement pas confiante que tous ces projets seront protégés, mais elle pense que ces problèmes de sécurité sont l'une des principales raisons pour aller de l'avant, afin de stabiliser le Pakistan ».

### Obstacles diplomatiques
Malgré les accords conclus entre Pékin et Islamabad, des tensions apparaissent entre les deux parties en raison de la lenteur du développement du projet, alors que la Chine décide de revenir sur un engagement de financer la construction une station d'épuration dans le dispositif portuaire. En outre, la déstabilisation du Baloutchistan fait peser le risque d’une dégradation de la relation bilatérale sino-pakistanaise.
En décembre 2016, agacé par la lenteur d'avancement du projet, Islamabad a proposé à ses voisins rivaux indien et iranien de coopérer au sein du corridor économique Chine-Pakistan en interconnectant leurs réseaux de pipelines. La même année, la Russie entre également dans le jeu en demandant l’autorisation d’utiliser le port de Gwadar . Les difficultés d'avancement du chantier du port de Gwadar fait planer le mirage des « éléphants blancs », projets structurellement déficitaires ou inutiles. En 2015, la patronne du Fonds monétaire international Christine Lagarde déclare que « Les routes de la Soie ne doivent conduire que là où c'est nécessaire ».
Enfin, sur le plan diplomatique le port de Gwadar se heurte à de fortes réticences de l'Inde menacée par la stratégie d'encerclement de la Chine et de l'hégémonie commerciale sur le détroit d'Ormuz serait Iran menacée. Ces deux pays ont intensifié leur coopération économique et militaire en réaction au projet de Gwadar, le gouvernement indien ayant entre autres investi dans le port iranien de Chahbahar situé à moins de 2000 kilomètres de celui indien de Gujarat, permettant d'augmenter leurs relations commerciales bilatérales par voie maritime.

#### Articles scientifiques
- Lionel Baixas, « Chabahar vs. Gwadar », Outre-Terre,,‎ 2010, p. 17 (lire en ligne)
- Laurent Amelot, « Le dilemme de Malacca », Outre Terre,‎ 2010 (lire en ligne)

- Jean Michel Morel et Georges Lefeuvre, « Le Baloutchistan, ce territoire si convoité - Entre Pakistan et Afghanistan », Orient XXI,‎ 5 juin 2019, p. 2 (lire en ligne)
- Hugo Lacombe, « Gwadar, un port au cœur du partenariat sino-pakistanais », Orient XXI,‎ 15 novembre 2021, p. 2 (lire en ligne)

#### Presse et vulgarisation
- « Le port pakistanais de Gwadar, une perle dans la stratégie maritime de Pékin », L'Expansion,‎ 17 février 2013 (lire en ligne)
- Frédéric Bobin, « Grâce au Pakistan, la Chine renforce sa présence à l'entrée du Golfe persique », Le Monde.fr,,‎ 20 février 2013 (lire en ligne)
- Brahma Chellaney, « La stratégie chinoise en Asie du Sud : une main de fer dans un gant de soie », L'Orient-Le Jour,‎ 9 mars 2015 (lire en ligne)
- « La Chine dévoile 46 milliards de dollars de projets au Pakistan » », L'Orient-Le Jour,‎ 21 avril 2015 (lire en ligne)
- Guillaume Lavallée, « Les rebelles baloutches, obstacles au corridor économique entre le Moyen-Orient et la Chine ? », L'Orient-Le Jour,‎ 22 avril 2015 (lire en ligne)
- « « Nouvelle route de la soie » : accord sino-pakistanais sur le port de Gwadar », L'Orient-Le Jour,‎ 12 novembre 2015 (lire en ligne)
- Emmanuel Derville, « Gwadar, port des rêves pakistanais », Le Figaro,‎ 26 février 2018 (lire en ligne)
- « L'Arabie saoudite construira une raffinerie au Pakistan, aux finances fragiles » [archive], sur », L'Orient-Le Jour,‎ 4 octobre 2018 (lire en ligne)
- « Le Pakistan au cœur de l’actualité géopolitique », L'Orient-Le Jour,‎ 19 février 2019 (lire en ligne)
- « L'attaque d'un hôtel de Gwadar vise à saboter la prospérité du Pakistan, affirme Imran Khan », L'Orient-Le Jour,‎ 12 mai 2019 (lire en ligne)